# سيلاس إس. سميث
سيلاس إس. سميث (بالإنجليزية: Silas S. Smith)‏ هو سياسي أمريكي، ولد في 26 أكتوبر 1830، وتوفي في 11 أكتوبر 1910 في لايتون في الولايات المتحدة.